# أنس الدغيم
أنس إبراهيم الدِّغيم (8 يوليو 1979) شاعر وكاتب سوري. ولد في بلدة جرجناز في منطقة معرة النعمان ونشأ بها. ترك دراسته بجامعة دمشق في الهندسة المدنية، ثم درس الصيدلة في جامعة فيلادلفيا بالأردن وتخرج سنة 2008. نشر ديوانه الأول سنة 2002 حتى اندلعت  أحداث الثورة السورية في 2011، فكانت نقطة تحول في حياته الأدبية.

## سيرته
ولد أنس إبراهيم الدِّغيم يوم 13 شعبان 1399 / 8 يوليو (تموز) 1979 في بلدة جرجناز بمنطقة معرة النعمان بمحافظة إدلب، ونشأ بها في عائلة فلاحية متوسطة الحال تتألف من 14 فرداً. درس في مدارس بلدته ثم دخل كلية الهندسة المدنية في جامعة دمشق ولكنه لم يكمل دراسته، فكان يحضر في كليتي الشريعة والآداب أكثر من كلية الهندسة. فاستكمل دراسته العالية في الأردن منذ 2004 حيث حصل على شهادة البكالوريوس في الصيدلة من جامعة فيلادلفيا سنة 2008.
بعد تخرجه عاد إلى وطنه، وعمل في الصيدلة لمدة سنتين ونصف، ثم التحق بالقوات المسلحة السورية تحت الخدمة الإجبارية وكان برتبة ملازم، وبدأت خدمته مطلع عام 2011. ثم انشق عن الجيش في الشهر العاشر من العام ذاته أثناء  الأزمة السورية وعاد إلى قريته. وهو رئيس الهيئة التأسيسية لنقابة صيادلة سوريا، وأحد النشطاء في الإنترنت داعمي الثورة السورية.

## مهنته الأدبية
بدأ نظم الشعر في المرحلة الثانوية من دراسته، وخاصة في أدب السياسة. نشر مقالاته وقصائده في العديد من المواقع العربية. وفي بداياته، شارك في مهرجان لقاء الأجيال الأدبي الأول للشعر والقصة القصيرة بحلب سنة 2011‌، فحصل على المركز الأول من الجيل الثالث عن قصيدته «أنس نامة». ثم شارك في العديد من المهرجانات الداخلية والدوليّة في البلدان العربيّة ووطنه. وعمل أيضًا مسؤولًا لبعض المهرجانات الأدبية، وفي لجنة تحكيم المسابقات الشعرية. وهو عضو رابطة الأدب الإسلامي العالمية. في أغسطس 2015 جرت مساجلة شعرية بينه وبين ضاحي خلفان في تويتر.

### شعره
صدر ديوانه الأول بعنوان «حروف أمام النار» سنة 2002، ثم الثاني «المنفى» في 2017. صرّح بأنه تأثر بكثير من شعر محمد إقبال، وقرأ دواوين الشعراء العرب الكبار، منهم المتنبي وأبي تمام من القدامى، ومن الشعراء الحديثين محمد مهدي الجواهري، وأحمد شوقي وأبو القاسم الشابي والفيتوري والزبيري وبدوي الجبل. ويعتبر نفسه متأثرًا بالثورات، 

تأثر بالشاعر محمد إقبال في ديوانه «المنفى»، وفيه «عكس آلام لاجئي الحرب الأهلية السورية في تركيا، ومزج فيه بين الهجرة والألم». وفي ديوان المنفى دخل القضايا الإنسانية المتعلقة  بالثورة السورية، لكن قصيدته المسماة المنفى طغت على الباقي حتى أطلق عليها اسم ديوانه.

## أبياته
و إذا قريشٌ لم تسعكَ بيوتُها
فالشِّعبُ قلبي و الفدا الأحشاءُ
يا أمّ معبدَ ليت قلبي خيمةٌ
لتدوسَه بنعالها النّزلاءُ

## حياته الشخصية
هو مسلم، ومتزوج وأبٌ لثلاثة أولاد، ويقيم في تركيا لاجئًا منذ 2015.

## مؤلفاته
من دواوينه الشعرية:
- «حروف أمام النار»، 2002
- «المنفى»، دار النخبة للطباعة والنشر، 2017[15]
- «الجوديّ»، دار الأصالة، 2021[16]

ومن كتبه:
- «100 لافتةٍ للحرّيّة»، دار إتقان للنشر والتوزيع، 2020[17]
- «100 لافتةٍ للحياة»، دار الأصول العلمية، 2020 (ردمك 9786057896285)[18]
- «سكَّرٌ من الحجاز»، دار الأصالة، 2020[19]
- «المَجالِس»، دار الأصالة، 2021

## وصلات خارجية
- في «موقع المختار الإسلامي»